# 陈世俊
陈世俊（1942年—），云南陆良人，中国人民解放军将领、中国人民解放军中将。 
1996年，授予中国人民解放军中将，曾任成都军区副司令员。2008年，当选第十一届全国政协委员，代表特别邀请人士，分入第五十六组。